# Rhaphidopsis melaleuca
Rhaphidopsis melaleuca är en skalbaggsart som beskrevs av Gerstaecker 1855. Rhaphidopsis melaleuca ingår i släktet Rhaphidopsis och familjen långhorningar.
Artens utbredningsområde är:
- Malawi.
- Moçambique.
- Zimbabwe.

Inga underarter finns listade i Catalogue of Life.